# Caso Lemos Ferreira
O Caso Lemos Ferreira foi um dos mais famosos avistamentos de OVNIs em Portugal, e o primeiro caso conhecido de avistamento de OVNIs por pilotos sobre a Espanha. O caso ganhou notoriedade pela patente da testemunha (um ex-Chefe de Estado Maior da Força Aérea e das Forças Armadas).
O incidente aconteceu às 19h21 do dia 4 de setembro de 1957, quando uma esquadrilha de quatro aviões F-84, sob o comando do Capitão José Lemos Ferreira, partiu da base aérea da OTA, a fim de realizar um treino de navegação noturna, num exercício conjunto de navegação entre Portugal e Espanha. Quando os aviões sobrevoavam a cidade espanhola de Cáceres, encontraram aquilo que o general descreveu como “uma fonte luminosa esférica que de verde passou sucessivamente a amarelo alaranjado e a vermelho. (…) o objeto chegou a passar por debaixo e por detrás da formação.”
Como dado importante para registro, o Capitão Ferreira deu uma entrevista logo que os aviões pousaram, ainda na Base Aérea de Ota, para o correspondente da Revista Flying Saucer Review em Lisboa, oportunidade que assinou uma declaração confirmando os factos, bem como posou para fotos juntamente com seus três sargentos pilotos.